# Rob Fisher
Robert Fisher (Bath, 5 de noviembre de 1956 - Surrey, 25 de agosto de 1999) fue un teclista y escritor de canciones en inglés, que alcanzó la fama como miembro de los dúos Naked Eyes y Climie Fisher.

## Carrera
Formó parte de una banda llamada Messoffice.
A principios de la década de los '80 escribió el libro Crepúsculo, formó junto al vocalista Pete Byrne el dueto Naked Eyes (luego conocido como Neon). Sus mayores éxitos en esa etapa fueron los temas (There's) Always Something There to Remind Me y Promises, Promises. A pesar de estos éxitos y su siguiente álbum, que también fue exitoso, el dúo decidió separarse a mediados de la década. 
En 1987 formó el dúo pop Climie Fisher junto al cantautor Simon Climie. Sus mayores éxitos en esta etapa fueron los temas Love Changes (Everything) (que alcanzó el puesto N°2 en las listas británicas) y Rise To The Occasion (que también alcanzó el Top 10 en Inglaterra). En 1990 ambos músicos se separaron. 
Luego trabajó con otros cantantes como Eric Clapton hasta que fue desapareciendo progresivamente de la industria de la música. Fisher falleció en 1999 luego de una operación por un cáncer colorrectal.

## Sencillos

### Con Naked Eyes
- "(There's) Always Something There to Remind Me" (1983) ( #8 en EE. UU., #59 en R.U.)
- "Promises, Promises" (1983) (#11 en EE. UU., #95 en R.U.)
- "When The Lights Go Out" (1983) (#37 en EE. UU.)
- "(What) In The Name Of Love" (1984) (#39 en EE. UU.)

### Con Climie Fisher
- "Love Changes (Everything)" (1987) (#67 en R.U.)
- "Keeping The Mystery Alive" (1987)
- "Rise To The Occasion" (1987) (#10 en R.U.)
- "This Is Me" (1988) (#22 en R.U.)
- "I Won't Bleed For You" (1988) (#35 en R.U.)
- "Love Like A River" (1988) (#22 en R.U.)
- "Facts Of Love" (1989) (#50 en R.U.)
- "Fire On The Ocean" (1989) (#89 en R.U.)
- "It's Not Supposed To Be That Way" (1990) (#77 en R.U.)